# Plac Stefana Rowińskiego w Ostrowie Wielkopolskim
Plac Stefana Rowińskiego w Ostrowie Wielkopolskim – położony w Śródmieściu plac z zabudową z przełomu XIX i XX wieku. Budynki przy placu nawiązują do różnych stylów architektonicznych, a wiele obiektów było świadkami ważnych wydarzeń w dziejach miasta i Wielkopolski.

## Neoromanizm
- Konkatedra św. Stanisława Biskupa Męczennika

## Neogotyk
- Plebania konkatedralna

Położona za konkatedrą i otoczona obszernym ogrodem. Powstała około roku 1906, posiada ozdobnie zwieńczone ryzality, licowana jest kontrastującymi: czerwoną cegłą i białym tynkiem.
- Dom Katolicki

Powstały pod koniec XIX wieku. Ascetyczny w wyglądzie – prosty budynek z wysokimi (gotyckimi) oknami. Wewnątrz scena teatralna, stworzona w latach zaborów dla przeciwwagi do pruskiego Teatru Miejskiego. Na bokach sceny znajdują się popiersia Tadeusza Kościuszki i Karola Marcinkowskiego, a na kurtynie przedstawione są warszawskie Łazienki. Obiekt był jednym z najważniejszych ośrodków narodowych w Ostrowie w latach pruskich. Najważniejsze wydarzenia, które są związane z Domem Katolickim noszą nazwę Republiki Ostrowskiej.
- Sąd

Lands- und Amtsgericht, obecnie Sąd Rejonowy. Powstał w 1863 roku z fundacji Bogusława Radziwiłła. W latach 1935–1936 dokonano nadbudowy, która spowodowała częściowe zatarcie cech tzw. stylu normandzkiego, m.in. likwidacji uległy blanki. W 2004 roku dokonano renowacji budynku.

## Neorenesans– renesans włoski
- Bank Kupiecki

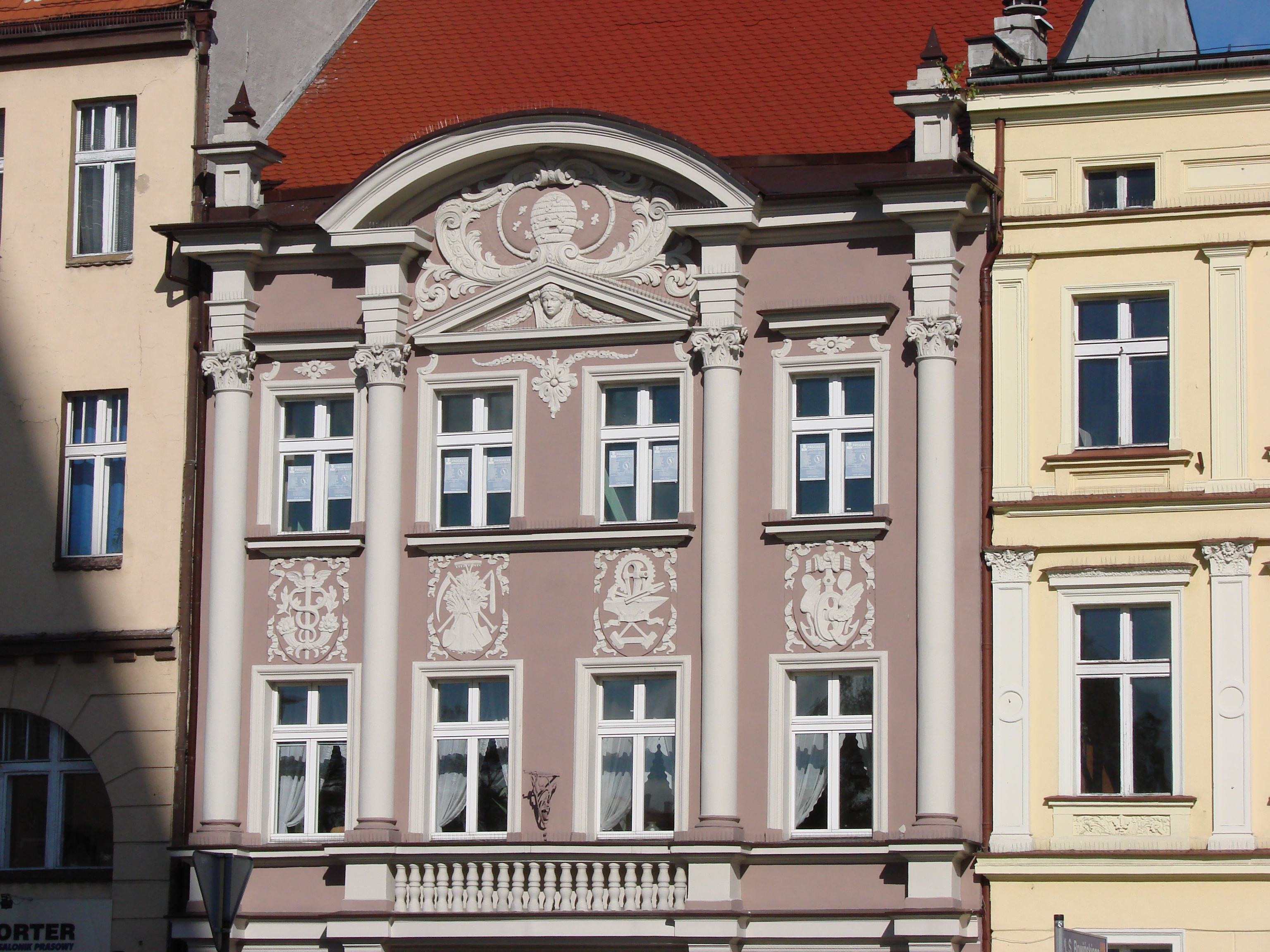
Kamienica dawnej Kasy Pożyczkowej Miasta Ostrowa (2007)

Budynek z przełomu XIX i XX wieku zawierający także wiele odniesień do neorenesansu. Zdobiony klasycyzującymi ornamentami: lizenami, gzymsami, fryzami. Na budynku znajdują się dwie pamiątkowe tablice: jedna ku czci Piotra Mosia i Stanisława Mikołajczyka, druga odwołuje się do wydarzeń Republiki Ostrowskiej – w budynku mieściła się Powiatowa Rada Ludowa. W latach międzywojennych istniał tu Bank Kupiecki, a obecnie jest to siedziba Sanepidu.
- kamienica Zakładu Ubezpieczeń Społecznych

Powstała w 1913 jako neorenesansowa, przebudowywana w latach 70., po przebudowach zachowano odwołania do stylów klasycznych. Znajdowały się tu Powiatowa Kasa Chorych, Ubezpieczalnia Społeczna, a do 1977 redakcja miesięcznika „Południowa Wielkopolska”.

## Neorenesans – renesans francuski
- Kamienica pod adresem Kościelna 9

Powstała w końcu XIX wieku, nawiązuje do renesansu francuskiego. Licowana pomarańczową cegłą, przyozdobiona ryzalitem i niewielką wieżyczką. Obdasznice posiadają tympanony z kartuszami, balkony wzbogacono o ozdobne balustrady i dekoracje w postaci liści akantu. Wysunięty nad balkonami okap podtrzymywany jest przez ozdobne kroksztyny. Mansardę wieńczy barokizujący naczółek z kartuszem herbowym. Sień również jest ornamentowana.

## Neobarok
- Kasa Pożyczkowa Miasta Ostrowa

## Secesja–modernizm
- Dom Stefana Rowińskiego

Kamienica wzniesiona około roku 1920, zawierająca odniesienia architektoniczne do dwóch stylów. Mieszkał tu i działał Stefan Rowiński – księgarz, działacz społeczny, delegat rządu londyńskiego na Wielkopolskę, polityk endecji. Budynek posiada dwie, ozdobne, wystające z czoła budynku wieżyczki spięte balkonami. Znajduje się na nim tablica pamiątkowa o następującej treści:
Dom ten był kuźnicą kultury polskiej w okresie zaboru pruskiego. Mieściły się tu księgarnia, redakcja i drukarnia "Gazety Ostrowskiej" – Stefana Rowińskiego 1875-1943.

## Modernizm
- Kamienica adwokata Jankowskiego

Przebudowywana na modernistyczną w latach międzywojennych. Obecnie – biura notarialne.

## Pomniki
- pomnik św. Jana Nepomucena z ok. 1860 r., zburzony przez hitlerowców w 1939 r., ocalała głowa przechowywana jest w ostrowskiej konkatedrze
- pomnik ks. kard. Mieczysława Ledóchowskiego, ostrowski dostojny więzień, postawiony po I wojnie światowej w hołdzie więzionemu tutaj kardynałowi na postumencie, na którym wcześniej, na ostrowskim Rynku, stał cesarz Wilhelm II. Poświęcony w 1925 r. przez prymasa Edmunda Dalbora. Zburzony przez hitlerowców w 1939 r. Odbudowany według projektu Łucji Skomorowskiej-Wilimowskiej i poświęcony przez prymasa Józefa Glempa w 1984 r.
- pomnik Żołnierzy Armii Krajowej Ziemi Ostrowskiej, postawiony w 2006 r.